# Поляков, Михаил Исаакович
Михаил Исаакович Поляков (2 декабря 1910 года, Саратов, Саратовская губерния, Российская империя — 27 мая 1979 года, Магнитогорск, Челябинская область, РСФСР, Советский Союз) — советский театральный деятель, почётный гражданин Магнитогорска, заслуженный работник культуры РСФСР.

## Биография
Родился в 1910 году в еврейской семье в Саратове.
В 1929 году приехал на строительство Магнитогорского металлургического комбината работал табельщиком, бригадиром землекопов.
Участвовал в организации магнитогорского театра рабочей молодежи (ныне Магнитогорский драматический театр имени А. С. Пушкина), был заместителем директора театра Михаила Арша (1932 год). Был первым директором Парка культуры и отдыха металлургов, а с 1934 по 1939 год возглавлял Дворец культуры металлургов.
Был организатором и директором музыкальной школы, Магнитогорского музыкального училища в (1939—1941; ныне Магнитогорская государственная консерватория имени М. И. Глинки, Магнитогорской хоровой капеллы.
В 1942—1945 годах был директором Магнитогорского драматического театра, затем перешел на работу в Профсоюзный комитет Магнитогорского металлургического комбината, занимал пост председателя комиссии культурно-массовой работы, а с 1965—1976 годах вновь возглавлял Драматический театр.
В 1967 году по инициативе Полякова был воссоздан спектакль «Стройфронт» (режиссёр Анатолий Резинин, автор пьесы Александр Завалишин), ранее поставленная в мае 1931 года.
В 1974 году совместно с директором ММК Дмитрием Прохоровичем Галкиным разработал и реализовал программу «Дни театра», в рамках которой сотрудники комбината вместе с семьями посещали все театральные премьеры каждого сезона театра. Программа работала до 1979 года.
В 1975 году по инициативе Полякова поставлен спектакль «Цветы на асфальте» (пьеса А. Кайдановой), посвященный ветерану Магнитки А. Л. Шатилина.
В 1976—1978 годах был проректором по административно-хозяйственной работы МГПИ (впоследствии Магнитогорский государственный университет), в 1978—1979 годах был главным администратором Магнитогорского цирка.
Являлся членом Магнитогорского горкома ВЛКСМ, затем горкома КПСС, депутат городского совета.
Жена Рива Иосифовна Нудель (26.02.1914—11.03.1985), сын Иосиф Поляков (5.04.1937—4.07.2001) ветеран листопрокатного производства ММК, сноха профессор, кандидат филологических наук Инна Моисеевна Полякова (8.8.1936—22.12.2019). Проживал на левом берегу Магнитогорска в соц городе по адресу Трамвайная 17. Похоронен на Правобережном кладбище Магнитогорска.